# Descripción de Grecia
La Descripción de Grecia o Guía de Grecia (en griego, Ἑλλάδος περιήγησις) es un libro de viajes escrito por Pausanias en el siglo II. Describe las observaciones hechas durante sus viajes y sus investigaciones personales.

## Título
La obra no hace justicia al título que muestran algunos de los códices que la contienen, y que es el de Historias de Pausanias, historiador. El término Historia evidencia aquí su valor etimológico, el de un «testimonio directo». El término Descripción es una traducción del original griego, periégesis, que de manera más fiel sería un recorrido guiado. La obra, efectivamente, pretende ofrecer una visión completa de los monumentos históricos griegos, y su diseño se fundamenta en un periplo que arranca en el cabo Sunio, en el Ática, y tiene como punto final la región de Lócrida.

## Estructura
El conjunto del texto está dividido en diez libros de acuerdo con este itinerario:
1. Ática y Megarida
2. Corinto y la Argólida
3. Laconia
4. Mesenia
5. Élide, primera parte
6. Élide, segunda parte
7. Acaya
8. Arcadia
9. Beocia
10. Fócida

La ordenación de la materia de la Élide en dos libros hace que en el primero, el V, se recojan los principales monumentos de Olimpia, mientras que en el segundo, el VI, escribe sobre los exvotos del santuario y el resto de monumentos de Élide. El autor, Pausanias, habría compuesto la obra entre los años 160 y 180, aproximadamente.

## Método
El método que sigue cada uno de los libros de esta obra suele constar de un inicio en el que se mencionan la historia y los mitos de la región. A continuación el autor sigue un orden topográfico: parte desde la frontera y llega hasta la polis principal, por el camino más corto, del que describe lo que le parece más interesante; en la polis describe el ágora, la acrópolis y las principales calles. Después sale de la polis por otro camino hasta la frontera, regresa por un camino distinto y vuelve a salir de ella por otras rutas diferentes hasta describir todos los asentamientos y lugares destacados de la región. La principal excepción a este método es el libro I, dedicado al Ática, donde no aparece la introducción histórica ni se sigue un orden topográfico. Se ha sugerido que es posible que dicho libro hubiera sido publicado con anterioridad, dado que en los otros libros se pueden encontrar algunas rectificaciones sobre algunas cosas que había descrito en el primero, por tanto el autor aún no habría fijado el método que sigue en los demás.

## Contenido
La Descripción de Grecia está configurada por dos tipos de materiales narrativos: por una parte, las descripciones de lo que el autor ha podido ver directamente durante sus viajes, principalmente edificios destacados, monumentos y obras de arte, y en ocasiones también paisajes y productos naturales de una región; por otra parte, los elementos mencionados por el autor de los que es solo transmisor, como los mitos, tradiciones e historia que ha podido conocer mediante fuentes orales o escritas. Los comentarias modernos han destacado la exactitud de las descripciones de las que el autor ha sido testigo directo, pero han apreciado ciertos errores en algunas de las narraciones históricas.
La compilación de Pausanias parece incompleta, hecho que algunos helenistas han explicado que se debe a una mala transmisión. No obstante, tal vez la obra no se ha conservado entera, bien porque Pausanias no pudo acabarla, como demuestra la falta del proemio y el epílogo y ciertas incongruencias internas. La técnica historiográfica es la propia de la época imperial romana, dominada por el objetivo de una visión enciclopédica y por el gusto por una estética visual, que otorga a la monumentalidad de edificios, estatuas y parajes una capacidad discursiva autónoma.
Pausanias no menciona en general a Roma, ya que en ocasiones lo hace al hablar de la destrucción de una ciudad. La Descripción de Grecia suele preterir todos aquellos monumentos posteriores a la conquista romana, incluso, evidentemente, aquellos debidos a la munificencia de los emperadores, como Adriano. Probablemente por las mismas razones políticas, Pausanias no trata de las regiones de Tesalia, Epiro, Acarnania y Tesprotia, regiones griegas excluidas de la provincia romana de Acaya.
La importancia de una determinada idea de Grecia preside y condiciona por tanto toda la obra. Pausanias recupera, de una manera no solo consciente, sino también deliberada, una Grecia antigua, las ciudades destruidas y reducidas a simples ruinas cuentan tanto como las ciudades pervividas. La mitología griega nacional y local transmitida por la poesía y por la tradición cultural; y con ella la identidad de cada territorio como la consecuencia de una historia y de un marco geográfico y socioeconómico, son los dos elementos que legitiman y explican cada uno de los lugares descritos por el autor.
Pausanias no es un autor original en este tipo de libros. Antes de él, Polemón de Atenas e Istro de Alejandría cultivaron, respectivamente, la literatura de viajes y la descripción de las costumbres religiosas. La preservación de su obra sugiere, aun así, una cierta fortuna, como lo demuestra su utilización por el geógrafo bizantino Esteban de Bizancio. Entre los autores modernos, la Descripción de Grecia ha atraído en época muy reciente el interés de los historiadores de la religión y del arte.